# 拉阿格
拉阿格（法語：La Hague，發音：[la ag]）是法国芒什省瑟堡区的市镇，以同名海角命名，面积148.68平方千米，2022年1月1日人口为11,444人。

## 历史
拉阿格于2017年1月1日由19个市镇合并而成：
- 阿克维尔（Acqueville）
- 欧代维尔（Auderville）
- 博蒙阿格（Beaumont-Hague）
- 比维尔（Biville）
- 布朗维尔阿格（Branville-Hague）
- 迪居勒维尔（Digulleville）
- 埃屈勒维尔（Éculleville）
- 弗洛特芒维尔阿格（Flottemanville-Hague）
- 格雷维尔阿格（Gréville-Hague）
- 埃尔克维尔（Herqueville）
- 若堡
- 小奥蒙维尔（Omonville-la-Petite）
- 奥蒙维尔拉罗格（Omonville-la-Rogue）
- 圣克鲁瓦阿格（Sainte-Croix-Hague）
- 圣日耳曼德沃（Saint-Germain-des-Vaux）
- 托讷维尔（Tonneville）
- 于尔维尔-纳克维尔（Urville-Nacqueville）
- 瓦特维尔（Vasteville）
- 沃维尔（Vauville）

其中政府驻地为博蒙阿格。

## 地理
拉阿格（49°39'52"N, 1°50'8"W）面积148.68 平方千米，位于法国诺曼底大区芒什省，该省份为法国西北部沿海省份，西、北、东北三面环大西洋，东起顺时针与卡爾瓦多斯省、奧恩省、马耶讷省和伊勒-维莱讷省接壤。
与拉阿格接壤的市镇（或旧市镇、城区）包括：科唐坦地区瑟堡、努安维尔、特尔泰维尔阿格、锡德维尔、埃欧维尔。
拉阿格的时区为UTC+01:00、UTC+02:00（夏令时）。

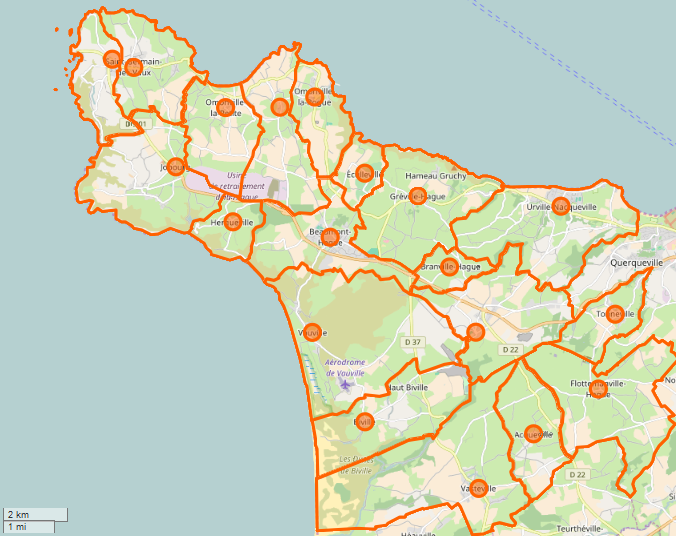
拉阿格的OSM定位图

## 行政
拉阿格的邮政编码为50440，INSEE市镇编码为50041。

## 政治
拉阿格所属的省级选区为拉阿格县。

## 人口
拉阿格于2022年1月1日时的人口数量为11444人。